# Magmadifferentiatie

Schematische weergave van processen bij het omhoog komen van magma. Magma ontstaat in het bovenste deel van de aardmantel, waarna het door haar lage dichtheid omhoog kan komen. Dit gaat zelden in een keer. In plaats daarvan brengt het magma tijd door in verschillende reservoirs waar door differentiatie de chemische samenstelling verandert. Als magma aan het aardoppervlak aankomt veroorzaakt het vulkanisme. Het wordt daar lava genoemd.

Magmadifferentiatie is de verzamelnaam van processen die ertoe leiden dat een magma, een vloeibaar gesteente, binnenin de Aarde verandert van chemische samenstelling. De chemische samenstelling van magma bepaalt de dichtheid en viscositeit (stroperigheid) ervan. Veranderingen in chemische samenstelling van magma kunnen daarom een belangrijke invloed zijn op het stroomgedrag van magma binnenin de Aarde en uiteindelijk op vulkanisme aan het aardoppervlak.
Magma wordt gevormd door partieel smelten in de mantel of onderkorst, en zal door de hoge lithostatische druk meestal omhoog bewegen. Bij dit omhoog bewegen kan de samenstelling veranderen door contact met omringende gesteenten en/of andere magma's en kristalfractionatie.

## Primair magma
Bij het bestuderen van de samenstelling van gestold magma of lava (stollingsgesteente) gaat men ervan uit dat de samenstelling ervan een lange geschiedenis achter de rug heeft. De oorspronkelijke samenstelling van het magma, zoals die was toen het diep in de korst of mantel ontstond, wordt het primair magma genoemd. Omdat magma zodra het afkoelt of opstijgt van samenstelling verandert, kan primair magma nooit aan het oppervlak bestudeerd worden. De samenstelling ervan is alleen hypothetisch te benoemen.
De primaire samenstelling van extrusief of intrusief gesteente is meestal lastig te bepalen. Wel kan men van een groep verwante magma's die afkomstig zijn van eenzelfde opgesplitste bron (bijvoorbeeld verschillende erupties uit dezelfde magmakamer), bepalen wat de samenstelling van deze gezamenlijke bron, die de "ouderlijke magma" (Engels: parental melt/magma) wordt genoemd, geweest moet zijn.

## Kristalfractionatie
Het belangrijkste mechanisme dat de chemische samenstelling van magma beïnvloedt is afkoeling. Een opstijgende magma komt in een steeds koudere omgeving en koelt af.
Afkoeling zorgt ervoor dat kristallisatie optreedt, omdat de temperatuur beneden de liquidus van het magma komt te liggen. De meeste magma's zijn een mengeling van gesmolten gesteente (smelt) en kristallen, die fenocrysten worden genoemd. De kristallen zinken meestal naar de bodem van een magmareservoir of komen juist in een laag boven op het magma te drijven (dit wordt crystal settling genoemd). Daardoor kunnen ze aan het magma onttrokken worden. Gevolg is dat het magma een iets andere chemische samenstelling heeft gekregen door fractionatie van de in de betreffende mineralen aanwezige elementen. Nadat de kristallen zijn bezonken kan de smelt verder opstijgen terwijl de kristallen achterblijven in de magmakamer.
In magma's met een lage viscositeit kunnen kristallen gemakkelijk bezinken en daar lagen vormen, die cumulaatgesteente genoemd worden. Naarmate de temperatuur in het magma verder afneemt zullen mineralen met een lager smeltpunt uitkristalliseren. De volgorde waarin mineralen uitkristalliseren wordt de Bowen-reactieserie genoemd.

## Assimilatie
Een magma kan "vervuild" raken als het gesteente waarin ze intrudeert (de wall-rock) smelt en deel van het magma gaat uitmaken, of als er diffusie van elementen plaatsvindt van deze omringende gesteenten naar het magma. Over het algemeen zijn gesteenten hoger in de aardkorst felsischer van samenstelling waardoor dit proces een magma ook felsischer maakt. Ook andere vervuilingen zijn mogelijk. Intrudeert een magma bijvoorbeeld in een carbonaatgesteente, dan kan het magma verrijkt worden in bijvoorbeeld calcium. Assimilatie kan als het lang doorgaat tot zeer ongebruikelijke en zeldzame typen magma leiden.

## Herverrijking
Als een magma zich onveranderlijk voor een bepaalde tijdsduur in dezelfde magmakamer bevindt kan dit beschouwd worden als een min of meer gesloten systeem dat langzaam afkoelt. Het enige proces dat de samenstelling van het magma noemenswaardig beïnvloedt is kristalfractionatie, waarbij mineralen in een vaststaande volgorde uitkristalliseren.
De meeste magmatische activiteit vindt echter in meerdere fasen plaats. Dit kan ervoor zorgen dat een magmakamer eens in de zoveel tijd wordt geïnjecteerd door een warmere, van samenstelling dichter bij de primaire smelt liggende magma. Door de toename van de temperatuur bij zo'n injectie kunnen bepaalde mineralen weer smelten, zal de convectie in de magmakamer versnellen en zullen mineralen met een hogere smelttemperatuur uitkristalliseren dan voor de injectie.

## Magma mixing
Als twee magma's met een verschillende chemische samenstelling samenkomen en vermengen wordt gesproken van magma mixing. Het komt veel voor in magmakamers in de bovenkorst. Tegelijkertijd wordt het ook gezien als een belangrijk mechanisme waarmee gesteenten met een intermediaire samenstelling als andesiet en monzoniet in de onderkorst gevormd worden. Door magma mixing tussen basaltische magma uit de mantel en felsische magma uit subducerende platen ontstaan magma's met intermediaire samenstelling.